# Jack Davenport

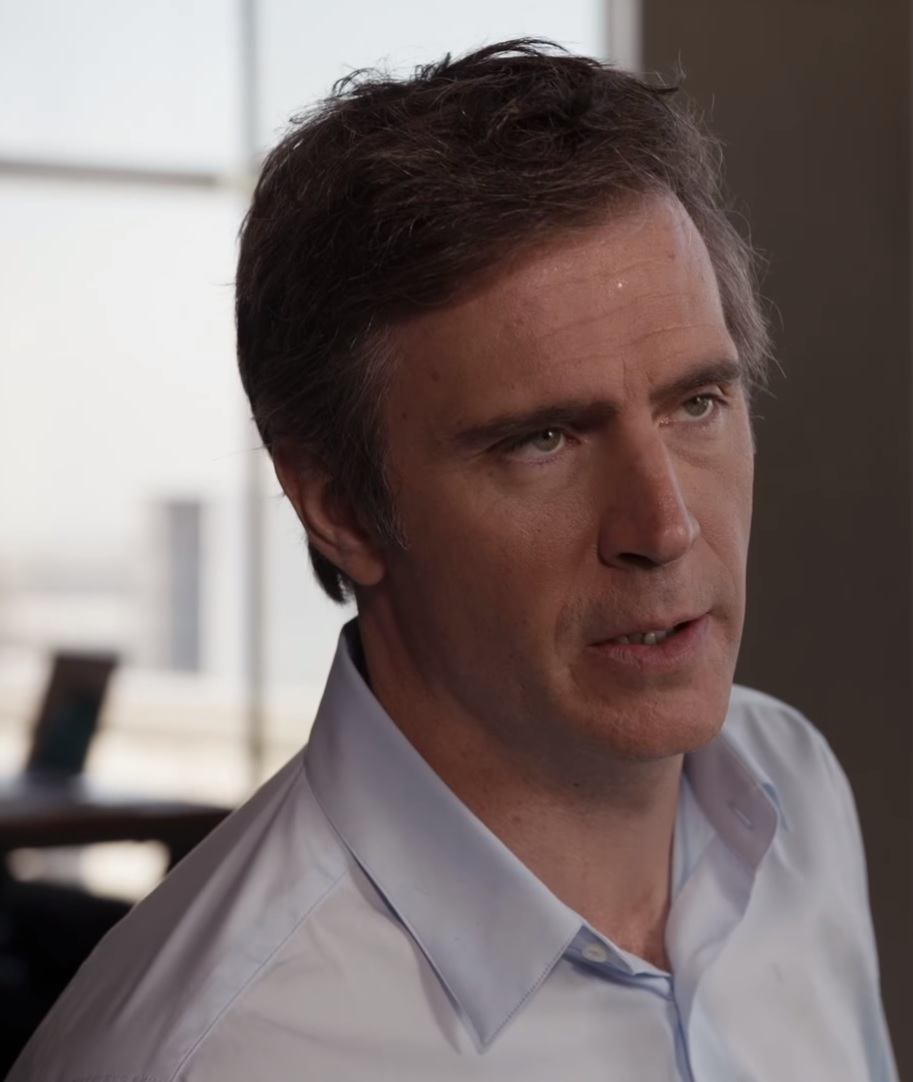
Jack Davenport 2017 in der Fernsehserie White Famous

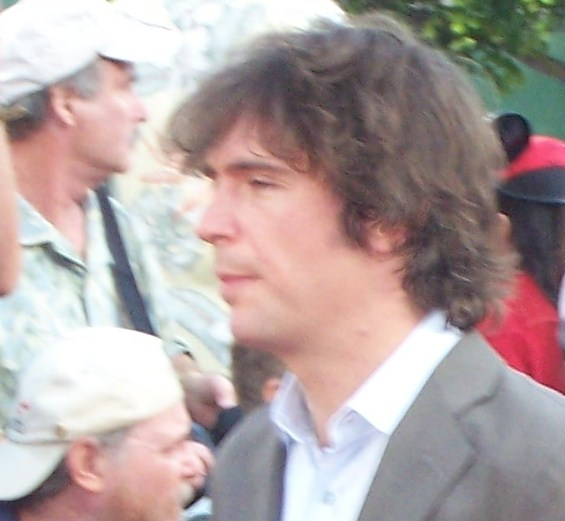
Jack Davenport 2007, Premiere Fluch der Karibik 3

Jack Arthur Davenport (* 1. März 1973 in London) ist ein britischer Schauspieler. Er ist vor allem bekannt durch seine Rollen als Steve Taylor in Coupling – Wer mit wem? und als James Norrington in Fluch der Karibik.

## Biografie
Jack Davenports ist der Sohn der britischen Schauspieler Maria Aitken (* 1945), in Deutschland vor allem bekannt durch ihre Rolle in Ein Fisch namens Wanda, und Nigel Davenport (1928–2013), der die Hauptrolle in der Fernsehserie Howard’s Way spielte. Seine Eltern ließen sich scheiden, als Davenport acht Jahre alt war. Schon früh interessierte er sich für das Schauspiel, seine Eltern versuchten jedoch, ihn von einer beruflichen Laufbahn als Schauspieler abzuhalten.
Davenport besuchte nach der allgemeinen öffentlichen Schule das Internat The Dragon School. Erste Erfahrungen als Schauspieler sammelte er in seiner Zeit auf dem Cheltenham College. Danach studierte er an der Universität von East Anglia Englische Literatur und Filmwissenschaften.
Davenport übernahm in der britischen Serie This Life über junge Rechtsanwälte die Rolle des Miles. Seine erste Kinorolle spielte er als Zoowärter in Wilde Kreaturen neben John Cleese. 1999 spielte er in Anthony Minghellas Literaturverfilmung Der talentierte Mr. Ripley die für den Film umgeschriebene Rolle des Peter Smith-Kingsley. Den endgültigen Durchbruch in England hatte er mit der Serie Coupling – Wer mit wem? (2000). Davenport spielte den unglückseligen Steve, der mit seiner Freundin Susan zusammenlebt. 
Der bisherige Höhepunkt seiner Filmkarriere war seine Rolle in Pirates of the Caribbean. Er spielte an der Seite von Johnny Depp, Orlando Bloom und Keira Knightley darin den Kommodore James Norrington, ebenso im zweiten und dritten Teil der Filmreihe.
Jack Davenport ist mit der Schauspielkollegin Michelle Gomez verheiratet, mit der er einen 2010 geborenen Sohn hat und im Litchfield County, Connecticut lebt.

## Filmografie (Auswahl)
Kinofilme
- 1997: Wilde Kreaturen (Fierce Creatures)
- 1998: Talos – Die Mumie (Tale of the Mummy)
- 1998: Die Weisheit der Krokodile (The Wisdom of Crocodiles)
- 1999: Der talentierte Mr. Ripley (The Talented Mr. Ripley)
- 1999: The Cookie Thief
- 2000: Offending Angels
- 2001: Not Afraid, Not Afraid
- 2001: Subterrain
- 2001: Gypsy Woman
- 2001: The Bunker
- 2003: Fluch der Karibik (Pirates of the Caribbean: The Curse of the Black Pearl)
- 2004: The Libertine
- 2005: Wedding Date (The Wedding Date)
- 2006: Pirates of the Caribbean – Fluch der Karibik 2 (Pirates of the Caribbean: Dead Man’s Chest)
- 2007: Pirates of the Caribbean – Am Ende der Welt (Pirates of the Caribbean: At World's End)
- 2009: Radio Rock Revolution
- 2011: The Key Man
- 2012: Mother’s Milk
- 2014: Death Knight Love Story
- 2014: Kingsman: The Secret Service
- 2015: Americana
- 2015: The Tank
- 2016: A United Kingdom
- 2017: The Wilde Wedding
- 2023: Bonus Track

Fernsehserien
- 1996–1997: This Life
- 1997: The Moth
- 1998: Macbeth
- 1998: Ultraviolet
- 2000: The Wyvern Mystery
- 2000–2004: Coupling – Wer mit wem? (Coupling)
- 2002: Dickens
- 2002: The Real Jane Austen
- 2003: The Welsh Great Escape
- 2003: Eroica
- 2004: Agatha Christie’s Marple
- 2005: The Incredible Journey of Mary Bryant
- 2007: This Life + 10
- 2008: Swingtown
- 2009–2010: FlashForward
- 2012–2013: Smash
- 2013: Breathless
- 2014: Good Wife (The Good Wife)
- 2016: The Mindy Project
- 2017: White Famous
- 2018: Deception – Magie des Verbrechens (Deception)
- 2019: Why Women Kill
- 2019: The Morning Show
- 2024: Elsbeth (Episode 2x5)

Sonstiges
- 2011: Called Out in the Dark von Snow Patrol (Musikvideo)

## Hörbücher
- Come Together
- Lucky Jim
- The Tesseract
- Artemis
- Crisis Four

## Theater
- How To Loose Friends And Alienate People (Soho Theatre)
- Lady Windermere’s Fan (Theatre Royal; Regisseur: Sir Peter Hall)
- The Servant (Lyric, Hammersmith)
- Der Sturm (Holders Festival Barbados)
- Hamlet (Theatre Clwyd)

## Auszeichnungen
- Laurence Olivier Award: Nominierung als bester Newcomer 2001